# Emilia Hazelip
Emilia Hazelip (Barcellona, 18 luglio 1937 – Carcassonne, 2 febbraio 2003) è stata un'agricoltrice spagnola.
Fu una seguace della  "permacultura" e dell' "agricoltura naturale", due pratiche agricole pseudoscientifiche, che rielaborò adattandole, a suo dire, al clima mediterraneo, creando così la cosiddetta "agricoltura sinergica".

## Biografia
Emilia Hazelip ebbe una formazione in agricoltura biologica in California agli inizi degli anni sessanta e, dal 1978, si interessò all'agricoltura naturale di Masanobu Fukuoka grazie alla lettura del suo libro La rivoluzione del filo di paglia.
Contribuì attivamente alla diffusione della permacultura e dell'agricoltura sinergica come insegnante in Francia, Svizzera, Belgio, Spagna, Italia e in diversi altri paesi.

## Agricoltura sinergica
L'agricoltura sinergica, elaborata dalla Hazelip, è un metodo di coltivazione che nasce dall'adattamento al clima mediterraneo dell'Agricoltura naturale.

### Contributi
I principi della agricoltura sinergica sono tratti dall'adattamento al clima mediterraneo dei principi della agricoltura naturale (elaborati dal microbiologo e filosofo giapponese Masanobu Fukuoka e da Mark Bonfils), della permacultura di Bill Mollison e David Holmgren, e dell'agronomo statunitense Edward Hubert Faulkner (1886-1964) nel suo libro Plowman's Folly (La follia dell'aratore).
Nei suoi scritti Emilia Hazelip evidenzia come abbia elaborato gli studi dell'orticultrice nordamericana Ruth Stout pioniera e sostenitrice dell'agricoltura ecologica senza lavorazione del terreno, l'articolo sul ciclo ossigeno-etilene The living soil dello scienziato australiano Alan Smith, l'articolo Protecting your soil microorganisms dello scienziato statunitense William R. Jackson e e gli studi della biologa del suolo statunitense Elaine Ingham, ricercatrice del Soil food web; inoltre, Hazelip evidenzia come abbia individuato dei precedenti nei metodi di coltivazione delle popolazioni protostoriche indoeuropee descritte ne La Civiltà della Dea dell'archeologa e linguista lituana Marija Gimbutas.

### Principi dell'agricoltura sinergica
I quattro principi dell'agricoltura sinergica sono:
- nessuna lavorazione del suolo;
- nessun apporto di fertilizzanti;
- nessun trattamento di sintesi;
- nessun compattamento del suolo.

### Sintesi della tecnica iniziale
Il primo approccio alla terra è volto alla delimitazione delle aree destinate alla coltivazione, ben distinte dalle zone di passaggio dedicate al camminamento. Le porzioni di suolo che vengono coltivate assumono comunemente il nome di 'aiuole' o di 'bancali' realizzate entro dimensioni tali da permettere il facile raggiungimento della loro parte centrale.
Le aiuole possono essere realizzate sia al livello del suolo, sia a un livello rialzato (convesso) o ribassato (concavo) a seconda delle necessità determinate dal clima e dalla composizione del suolo:
- nei terreni pesanti (argillosi e/o limosi) è consigliabile realizzare aiuole a livello terra per limitare il fenomeno spontaneo di coesione (compattamento);
- nei climi siccitosi è consigliabile la realizzazione di aiuole concave per favorire l'accumulo di umidità all'interno dell'aiuola;
- nei climi molto piovosi è consigliabile la realizzazione di aiuole convesse per favorire il ruscellamento ed evitare il ristagno al di sotto dell'area coltivata.

Le aiuole vengono poi coperte da una pacciamatura biodegradabile e quindi si può scegliere tra molti materiali.
Una volta preparate le aiuole rialzate l'orto va riempito di piante e semi, seguendo la stagione.
I risultati di un confronto sperimentale, sviluppato sull'arco di 4 anni, fra terreni coltivati secondo le tecniche dell'agricoltura biologica e quella dell'agricoltura sinergica, ha mostrato un incremento della quantità di materia organica presente nel suolo che favorisce una miglior resistenza ai processi erosivi e riduzione dell'instabilità del suolo.

### Effettiva validità dell'agricoltura sinergica
I dubbi nei confronti dell'agricoltura sinergica si inquadrano nel contesto più generale dei dubbi sulla permacultura e sull'agromomia di Fukuoka, considerate a loro volta pseudoscienze, a causa dell'assenza di studi scientifici che ne dimostrino eventuali effetti e benefici.

## Opere
- Agricoltura Sinergica - Le origini, l'esperienza, la pratica, Terra Nuova Edizioni, 2014
- Note di Permacultura e Agricoltura Sinergica Testo dato in dotazione dall'autrice a Fortunato Fabbricini per la traduzione e la diffusione, 24 marzo 2005